# Jay Miner
Jay Glenn Miner (Prescott, 31 maggio 1932 – Mountain View, 20 giugno 1994) è stato un informatico statunitense.
È stato un progettista di circuiti integrati, responsabile dei team di sviluppo della console Atari VCS e dei computer Atari 8-bit  e uno dei fondatori della Hi-Toro, la compagnia statunitense che progettò il computer Amiga 1000.
Tra le sue creazioni il Television Interface Adaptor (TIA) per la gestione del display nell'Atari 2600, il rivoluzionario chipset per i computer Atari a 8 bit e Lorraine, il prototipo di quello che sarà commercializzato prima come "Commodore Amiga" e poi come "Commodore Amiga 1000".

## Biografia

### Origini e formazione
Inizialmente la sua attività riguardava ricerche e progetti per la medicina, successivamente negli anni settanta lavorò alla Atari. Egli cercò di combinare un insieme di componenti in un singolo chip, il Television Interface Adaptor (TIA) che fu inserito nell'Atari 2600. Dopo aver lavorato su tale dispositivo progettò i suoi successori, conosciuti come ANTIC e CTIA, gli innovativi processori alla base della fortunata serie di computer Atari 8-bit.

### L'abbandono di Atari e la creazione di Hi-Toro
Nei primi anni ottanta Jay, assieme ad alcuni del suo staff, abbandonò la Atari e nel 1982 con Larry Kaplan fondò un'altra compagnia, la Hi-Toro con sede in California a Santa Clara che si occupava di chip, dove avrebbero avuto libertà di azione. Iniziarono a progettare un nuovo chipset, estensione e miglioramento di quello dei computer Atari, da usare per una nuova console basata sul Motorola 68000, nome in codice "Lorraine", in seguito potenziata fino a diventare un computer completo. Per ottenere temporanei finanziamenti al progetto Lorraine, Hi-Toro progettò e vendette joystick e cartucce di gioco per console come l'Atari 2600 e il ColecoVision, e accessori particolari come il Joyboard, un joystick sul quale il giocatore sta in piedi.

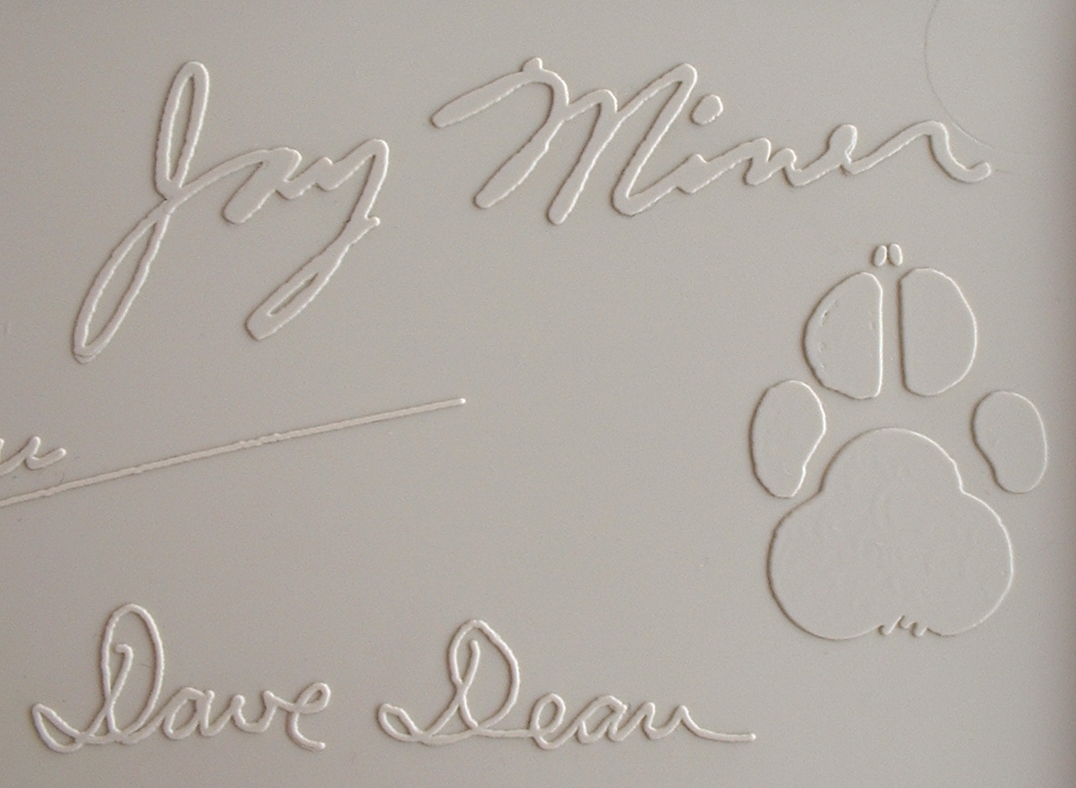
La firma di Jay Miner sulla copertura superiore dell'Amiga 1000. L'impronta è quella di Mitchy, il cane di Miner.

### L'acquisizione da parte della Commodore
La Hi-Toro era conscia di non poter sostenere finanziariamente il progetto, e nel 1984 vennero mostrati alcuni risultati a dei potenziali finanziatori, tra i quali spiccavano la Atari e Jack Tramiel (ex-capo della Commodore International che aveva appena fondato la propria compagnia, e stava acquisendo segretamente la Atari) e la Commodore International. La Atari finanziò lo sviluppo di Lorraine con $500.000, in cambio del diritto di usare il chipset per un nuovo computer, chiamato in codice "Mickey",  ma sorsero delle dispute finanziario-commerciali, che videro vincitrice la Commodore International che acquisì l'intero staff della società, che nel 1985 aveva cambiato nome in Amiga, e il progetto Lorraine.
Jay lavorò sul Commodore Amiga per diversi anni, presso le Los Gatos Facilities (California). Essi fecero ottimi progressi all'inizio, ma quando il management della Commodore cambiò, essi furono emarginati e quindi abbandonarono il progetto Amiga. In un'intervista del 1988 rivendicò l'idea originale dell'Amiga 1000:
(Jay Miner)
Dopo di ciò, Jay lavorò come consulente della Commodore fino al giorno del fallimento dalla società, avvenuto nel 1994.

### Gli ultimi anni e la morte
Jay ha convissuto con una patologia renale per la maggior parte della sua vita e fu costretto sottoporsi a continue sedute di emodialisi. Sua sorella gli donò un rene, ma non fu sufficiente; quattro anni dopo, infatti, Miner morì di complicazioni renali all'età di 62 anni, due mesi dopo il fallimento della Commodore.